# دروسيلا الموريطنية الكبرى
قد تكون دروسيلا الموريطنية ( اليونانية : Δρουσίλλη) هي دروسيلا التي ذكرها تاسيتوس باعتبارها حفيدة أنطونيوس وكليوباترا. إذا كان الأمر كذلك، لكانت أميرة موريطنية أصغر أبناء الملكة كليوباترا سيليني الثانية والملك يوبا الثاني وأخت الملك بطليموس الموريطني. تاريخ ميلادها غير مؤكد ولكن يُعتقد أنه حوالي 8 قبل الميلاد.

## العائلة
لا يُعرف أن لها أشقاء بلغوا سن الرشد غير بطليموس. والدها جوبا الثاني النوميدي، كان ابن الملك يوبا الأول النوميدي (ملك نوميديا من أصل بربري من شمال إفريقيا، وكان حليفًا للجنرال الروماني بومبيوس). كانت والدتها كليوباترا سيليني الثانية ابنة الملكة اليونانية البطلمية كليوباترا السابعة المصرية من زواجها من رومان تريومفير مارك أنطوني. كانت دروسيلا من أصل بربري ويوناني وروماني.
من خلال جدها لأمها، كانت دروسيلا من الأقارب البعيدين للديكتاتور يوليوس قيصر والسلالة اليوليوكلاودية. كانت دروسيلا ابنة العم الأولى للجنرال الروماني جرمانيكوس وشقيقه، الإمبراطور الروماني كلوديوس، وابنة العم الثانية للإمبراطور الروماني كاليغولا، الإمبراطورة الرومانية أغريبينا الصغرى، الإمبراطورة الرومانية فاليريا ميسالينا والإمبراطور الروماني نيرون.

## حياتها
سميت دروسيلا تكريما للإمبراطورة الرومانية ليفيا دروسيلا أو ابنها الراحل الجنرال الروماني نيرون كلاوديوس دروسوس. ولدت دروسيلا على الأرجح في قيصرية، عاصمة مملكة موريطنية ( شرشال الحديثة، الجزائر) في الإمبراطورية الرومانية، ومن المرجح أنها نشأت هناك. ربما ماتت والدتها في 6 م. تلقى دروسيلا تعليمًا رومانيًا وأصبح بالحروف اللاتينية . ومع ذلك، لا يُعرف الكثير عن حياة دروسيلا.